# أسطورة النبات
أسطورة النبات هي الرواية رقم 15 من سلسلة ما وراء الطبيعة التي تصدرها المؤسسة العربية الحديثة ضمن روايات مصرية للجيب للكاتب أحمد خالد توفيق تعد السلسلة أول سلسلة روايات عربية في أدب الرعب.

## أحداث الرواية
يحكى رفعت إسماعيل عن زميله وصديقه القديم عماد صبحى، ويحكى عن ذكرياتهما معا وذات مرة يقابله عام 1955 مصادفة بعد فترة طويلة، فيدعوه عماد إلى فيلاته وهناك يسترجعان ذكريات الماضي، وبعد ثلاثة عشر عاما يعاود رفعت الزيارة - ليسترجع ذكريات الماضي - لفيلا عماد ويدخل إلى الحديقة ليفاجأ بنبات غريب يهاجمه فيصاب بأزمة قلبية.
فينقذه منها عماد ويحكى له أنه أخذ بذور هذا النبات من زميل له، وحاول أستزراعها بكل الطرق إلى أن فشل، وعند موت كلبه يدفنه عماد ليفاجأ بأن النبات قد نمى ليكتشف أن هذا النبات يتغذى على الفضلات النيتروجينية، ويخبره عماد أن هذا النبات يمتص الدماء ليقتل الحيوان ثم يتغذى على جثته فيما بعد.
و يفاجأ رفعت بوفاة والدته فيذهب إلى قريته - قرية كفر بدر - ليحضر جنازتها وعزائها، ليكتشف رفعت ان النبات وصل لقريته عن طريقه حيث أن هذا النبات يؤثر على من بجواره من البشر وتجعل الأنسان ينشر بذور هذا النبات، حيث يستعبد هذا النبات بمن حوله.
يفوق انتشار النبات في قرية كفر بدر توقعات رفعت ويسبب صورة تشبه الوباء، ويدعو أهل قريته أن يحرقوا هذا النبات ويتخلصوا منه، ويعود رفعت إلى القاهرة ليفاجأ بأن النبات يحاول أن يقتله وهو نائم، ويتخلص رفعت من النبات ويحاول الاتصال بعماد ولكن لا رد، ليذهب إلى فيلاته ليستكشف الأمر.
و بمساعدة بواب الفيلا يقتحم رفعت الفيلا ويبحث عن عماد إلى أن يجده مقتولا، لقد قتله النبات بعد أن عرف النبات أنه لم يعد له أي فائدة، ويكتشف رفعت أن النبات يتحرك من مكانه ويحاول النبات مهاجمة زوجة البواب ومهاجمة رفعت، ولكن رفعت ينجح في حرقه وتدميره للأبد، ليستدعى رفعت وزارة الزراعة حيث يقومون بتدمير النبات وبذوره في فيلا عماد وقرية كفر بدر للقضاء عليه نهائيا.
وفي النهاية يقدم رفعت ورقة علمية عن النبات ويقوم بتسميته على اسم مكتشفه عماد، وتنجح السلطات في القضاء على النبات، ويأمل رفعت ألا يوجد أحد ما زال محتفظا ببذور هذا النبات لأنه وبال على البشرية كلها.

## أبطال الرواية
- رفعت إسماعيل : طبيب أمراض الدم والأستاذ الجامعي الكهل المقيم بالقاهرة، نحيل، أصلع، ذو عوينات، يعاني من كتيبة من الأمراض منها على سبيل المثال لا الحصر : القرحة المعدية، ضيق الشرايين، الربو الشعبي، التهاب الرئة، آلام المفاصل، قلق، متشائم، نحس يقع في المصائب.
- عماد صبحى : صديق رفعت القديم الذي يقابله مصادفة، وعندما يزوره يكتشف أنه يزرع نبات شيطانى يجمع بين صفات المملكتين الحيوانية والنباتية، ولكنه يموت في النهاية على يد النبات.

## آراء ونقاش حول الرواية
لمعرفة المزيد من التفاصيل والآراء حول الموضوع راجع منتدى شبكة روايات التفاعلية 